# Mario Engels
Mario Engels (Troisdorf, 22 oktober 1993) is een Duitse voetballer die doorgaans speelt als aanvaller. In juli 2023 verruilde hij Tokyo Verdy voor Heracles Almelo.

## Carrière
Mario Engels is de zoon van voormalig voetballer Stephan Engels. Hij speelde in de jeugd van 1. FC Köln, waar hij drie seizoenen in het tweede elftal speelde. Van 2014 tot 2016 speelde hij met FSV Frankfurt in de 2. Bundesliga, waarna hij één jaar met Śląsk Wrocław in de Poolse Ekstraklasa speelde. In de zomer van 2017 tekende hij voor twee seizoenen bij Roda JC Kerkrade. Met deze ploeg degradeerde hij in 2018 naar de Eerste Divisie. In de zomer van 2019 stapte hij over naar SV Sandhausen. In oktober 2020 nam Sparta Rotterdam hem over voor twee jaar met de optie voor een derde. In december 2022 tekende hij een contract bij Tokyo Verdy. Een half seizoen later keerde Engels terug naar Nederland, waar hij voor twee seizoenen bij promovendus Heracles Almelo tekende.

## Clubstatistieken
| Seizoen                       | Club               | Competitie        | Competitie | Competitie | Beker | Beker | Totaal | Totaal |
| Seizoen                       | Club               | Competitie        | Wed.       | Dlp.       | Wed.  | Dlp.  | Wed.   | Dlp.   |
| ----------------------------- | ------------------ | ----------------- | ---------- | ---------- | ----- | ----- | ------ | ------ |
| 2011/12                       | 1. FC Köln II      | Regionalliga West | 1          | 0          | –     | –     | 1      | 0      |
| 2012/13                       | 1. FC Köln II      | Regionalliga West | 17         | 1          | –     | –     | 17     | 1      |
| 2013/14                       | 1. FC Köln II      | Regionalliga West | 31         | 3          | –     | –     | 31     | 3      |
| 2014/15                       | FSV Frankfurt      | 2. Bundesliga     | 26         | 2          | 2     | 0     | 28     | 2      |
| 2015/16                       | FSV Frankfurt      | 2. Bundesliga     | 17         | 0          | 0     | 0     | 17     | 0      |
| 2016/17                       | Śląsk Wrocław      | Ekstraklasa       | 17         | 3          | 1     | 0     | 18     | 3      |
| 2016/17                       | → Śląsk Wrocław II | III Liga          | 3          | 0          | –     | –     | 3      | 0      |
| 2017/18                       | Roda JC Kerkrade   | Eredivisie        | 23         | 1          | 3     | 1     | 26     | 2      |
| 2018/19                       | Roda JC Kerkrade   | Eerste Divisie    | 33         | 24         | 3     | 1     | 36     | 25     |
| 2019/20                       | SV Sandhausen      | 2. Bundesliga     | 24         | 3          | 1     | 0     | 25     | 3      |
| 2020/21                       | SV Sandhausen      | 2. Bundesliga     | 0          | 0          | 1     | 0     | 1      | 0      |
| 2020/21                       | Sparta Rotterdam   | Eredivisie        | 27         | 3          | 1     | 0     | 28     | 3      |
| 2021/22                       | Sparta Rotterdam   | Eredivisie        | 29         | 1          | 2     | 1     | 31     | 2      |
| 2022/23                       | Sparta Rotterdam   | Eredivisie        | 9          | 1          | 1     | 0     | 10     | 1      |
| 2023                          | Tokyo Verdy        | J1 League         | 14         | 0          | 0     | 0     | 14     | 0      |
| 2023/24                       | Heracles Almelo    | Eredivisie        | 9          | 2          | 0     | 0     | 9      | 2      |
| Carrièretotaal                | Carrièretotaal     | Carrièretotaal    | 280        | 44         | 15    | 3     | 295    | 47     |
| Bijgewerkt op 22 oktober 2023 |                    |                   |            |            |       |       |        |        |